# Sminthurinus quadrimaculatus
Sminthurinus quadrimaculatus är en urinsektsart som först beskrevs av John Adam Ryder 1879.  Sminthurinus quadrimaculatus ingår i släktet Sminthurinus och familjen Katiannidae. Inga underarter finns listade i Catalogue of Life.